# Klostermarksskolen
Klostermarksskolen er en privatskole i Hasseris i Aalborg. Klostermarksskolen blev grundlagt i 1871 og har til huse på Dronning Christines Vej 6. 
Skolen havde i skoleåret 2018-2019 568 elever. Klostermarksskolen har fra 0. til 10. klassetrin, to spor fra 0. til 6. og tre spor fra 7. til 10. Skolen er en traditionsrig skole, som i de sidste årti har opnået høje karaktergennemsnit for sine afgangsklasser (9. og 10. klasse). Skolens rektor er Lars Peter Nitschke. 